# آرمناوان
آرمناوان (به لاتین: Armenavan) یک منطقه مسکونی در جمهوری آذربایجان است که در شهرستان ترتر واقع شده است.